# Unternehmen Nürnberg
Das Unternehmen Nürnberg war im Zweiten Weltkrieg der Tarnname einer militärischen Aktion der Deutschen, gerichtet gegen Zivilbevölkerung und Partisanen in der Sowjetunion.

## Hintergründe
Einige Zeit nach Beginn des „Unternehmens Barbarossa“, des Krieges gegen die Sowjetunion, formierten sich in den deutsch besetzten Gebieten Partisanengruppen. 1942 folgte der Entschluss, gegen die Partisanen in Weißrussland und Russland vorzugehen, und man arbeitete entsprechende Pläne aus. Am 7. August 1942 unterzeichnete Reichsführer SS Heinrich Himmler ein entsprechendes Dokument.
Besonders in den besetzten Gebieten Ost- und Südosteuropas diente die „Partisanenbekämpfung“ (auch „Bandenbekämpfung“ genannt) oftmals nur als Vorwand für die Erschießung von Juden und nichtjüdischen Zivilisten (vgl. Generalplan Ost und Programm Heinrich). In den Einsatzbefehlen für das Unternehmen Nürnberg wird die Ermordung von Zivilisten, insbesondere Juden, ausdrücklich angeordnet.

## Dauer, Einsatzort und beteiligte Einheiten
Das Unternehmen Nürnberg fand vom 18. November 1942 bis 27. November 1942 im Wald- und Sumpfgebiet um Glebokie im Generalkommissariat Weißruthenien statt. Die Führung übernahm die Kampfgruppe von Gottberg.
Es waren insbesondere folgende Einheiten eingesetzt:
- 1. SS-Infanterie-Brigade (mot.)
- I. Bataillon/Polizei-Regiment 14
- III. Bataillon/Polizei-Regiment 14
- 13. (schwere), 14. (Panzer-) und 15. (Nachrichten-)Kompanie des Polizei-Regimentes 14
- I. Bataillon/Polizei-Regiment 23
- Gendarmerietrupp Kern[1]

## Ergebnisse und Folgen
Durch das Unternehmen Nürnberg wurden bis zum 26. November 1942 durch die Kampfgruppe von Gottberg mehrere Ortschaften niedergebrannt, 789 Partisanen und 353 „Verdächtige“, 1826 Juden und 7 „Zigeuner“ getötet. Dabei ging die 1. SS-Infanterie-Brigade besonders brutal vor: so wurden die Einwohner mehrerer Dörfer „sonderbehandelt“, d. h. getötet, darunter Frauen und Kinder. Dies führte sogar dazu, dass der Befehlshaber des rückwärtigen Heeresgebietes der Heeresgruppe Mitte, Max von Schenckendorff, sich wegen der angewendeten Methoden sorgte, dass dadurch ein „Herd für neue Bandengebiete“ entstehen könnte.
Zugleich fanden Ghettoliquidierungen in dem Einsatzgebiet der Kampfgruppe von Gottberg statt. 1300 Juden aus dem Ghetto Dunilowitschi fielen einem Kommando der Außenstelle des Kommandeurs der Sicherheitspolizei und des SD Wilejka am 21. November 1942 zum Opfer. Am 23. November 1942 wurden in Pastawy 2500 bis 5000 Juden getötet. Auch die Auflösung des Ghettos von Hermanowitschi, die mit der Tötung der Insassen endete, erfolgte im Zuge des Unternehmens Nürnberg.

## Verwandte Themen
- Zeit des Nationalsozialismus
- Geschichte Weißrusslands